# Rio Nero
Il rio Nero (Schwarzenbach in tedesco) nasce nei pressi del Passo di Oclini in Alto Adige. È uno dei principali affluenti del fiume Adige nella Bassa Atesina. Il corso del fiume è compreso nei comuni di Aldino, Trodena, Montagna e Ora, i principali centri bagnati dal fiume sono Fontanefredde (Kaltenbrunn), Aldino e Ora. Principali affluenti sono il rio Cosalba (Gsalberbach) ed il rio delle Foglie (Bletterbach).